# Ултрамор
Ултрамо́р (кат. Ultramort, вимова літературною каталанською [ułtɾə'moɾ]) - муніципалітет, розташований в Автономній області Каталонія, в Іспанії. Код муніципалітету за номенклатурою Інституту статистики Каталонії - 172039. Знаходиться у районі (кумарці) Баш-Ампурда (коди району - 10 та BM) провінції Жирона, згідно з новою адміністративною реформою перебуватиме у складі Баґарії (округи) Жирона. 

## Назва муніципалітету
Назва муніципалітету походить від лат. vŭltŭre mŏrtŭo - "мертвий орел".

## Населення
Населення міста (у 2007 р.) становить 196 осіб (з них менше 14 років - 7,7%, від 15 до 64 - 62,2%, понад 65 років - 30,1%). У 2006 р. народжуваність склала 1 особа, смертність - 2 особи, зареєстровано 1 шлюб. У 2001 р. активне населення становило 89 осіб, з них безробітних - 1 особа.

Серед осіб, які проживали на території міста у 2001 р., 191 народилися в Каталонії (з них 145 осіб у тому самому районі, або кумарці), 8 осіб приїхало з інших областей Іспанії, а 2 особи приїхали з-за кордону. 

Вищу освіту має 10% усього населення. 

У 2001 р. нараховувалося 70 домогосподарств (з них 31,4% складалися з однієї особи, 20% з двох осіб,12,9% з 3 осіб, 17,1% з 4 осіб, 8,6% з 5 осіб, 5,7% з 6 осіб, 2,9% з 7 осіб, 1,4% з 8 осіб і 0% з 9 і більше осіб).

Активне населення міста у 2001 р. працювало у таких сферах діяльності : у сільському господарстві - 34,1%, у промисловості - 12,5%, на будівництві - 12,5% і у сфері обслуговування - 40,9%. 

 У муніципалітеті або у власному районі (кумарці) працює 36 осіб, поза районом - 60 осіб.

### Безробіття
У 2007 р. нараховувалося 1 безробітний (у 2006 р. - 2 безробітних), з них чоловіки становили 100%, а жінки - 0%.

## Економіка

### Підприємства міста

#### Промислові підприємства
| \| Промислові підприємства міста, за сферою діяльності \| Промислові підприємства міста, за сферою діяльності \| Промислові підприємства міста, за сферою діяльності \| \| Рік \| 2002 р. \| 2001 р. \| \| --------------------------------------------------- \| --------------------------------------------------- \| --------------------------------------------------- \| \| Енергетичні та водні ресурси \| 0% \| 0% \| \| Хімія та метали \| 100% \| 100% \| \| Переробка металів \| 0% \| 0% \| \| Продукти харчування \| 0% \| 0% \| \| Текстиль \| 0% \| 0% \| \| Виробництво меблів, видання \| 0% \| 0% \| \| Інше \| 0% \| 0% \| \| Усього підприємств \| 1 \| 1 \| |         |         |
| Промислові підприємства міста, за сферою діяльності |         |         |
| Рік | 2002 р. | 2001 р. |
| Енергетичні та водні ресурси | 0%      | 0%      |
| Хімія та метали | 100%    | 100%    |
| Переробка металів | 0%      | 0%      |
| Продукти харчування | 0%      | 0%      |
| Текстиль | 0%      | 0%      |
| Виробництво меблів, видання | 0%      | 0%      |
| Інше | 0%      | 0%      |
| Усього підприємств | 1       | 1       |

#### Роздрібна торгівля
| \| Підприємства роздрібної торгівлі міста, за сферою діяльності \| Підприємства роздрібної торгівлі міста, за сферою діяльності \| Підприємства роздрібної торгівлі міста, за сферою діяльності \| \| Рік \| 2002 р. \| 2001 р. \| \| ------------------------------------------------------------ \| ------------------------------------------------------------ \| ------------------------------------------------------------ \| \| Продукти харчування \| 50% \| 50% \| \| Одяг та взуття \| 0% \| 0% \| \| Товари для дому \| 0% \| 0% \| \| Книги та періодичні видання \| 0% \| 0% \| \| Промислова хімічна продукція \| 0% \| 0% \| \| Продукція, пов'язана з транспортними засобами \| 0% \| 0% \| \| Інше \| 50% \| 50% \| \| Усього підприємств \| 2 \| 2 \| |         |         |
| Підприємства роздрібної торгівлі міста, за сферою діяльності |         |         |
| Рік | 2002 р. | 2001 р. |
| Продукти харчування | 50%     | 50%     |
| Одяг та взуття | 0%      | 0%      |
| Товари для дому | 0%      | 0%      |
| Книги та періодичні видання | 0%      | 0%      |
| Промислова хімічна продукція | 0%      | 0%      |
| Продукція, пов'язана з транспортними засобами | 0%      | 0%      |
| Інше | 50%     | 50%     |
| Усього підприємств | 2       | 2       |

#### Сфера послуг
| \| Підприємства міста, що працюють у сфері послуг, за діяльністю \| Підприємства міста, що працюють у сфері послуг, за діяльністю \| Підприємства міста, що працюють у сфері послуг, за діяльністю \| \| Рік \| 2002 р. \| 2001 р. \| \| ------------------------------------------------------------- \| ------------------------------------------------------------- \| ------------------------------------------------------------- \| \| Гуртова торгівля \| 14,3% \| 25% \| \| Готелі та готельний бізнес \| 0% \| 0% \| \| Транспорт та зв'язок \| 0% \| 0% \| \| Посередницькі фінансові послуги \| 0% \| 0% \| \| Послуги підприємствам \| 28,6% \| 25% \| \| Послуги фізичним особам \| 42,9% \| 25% \| \| Нерухомість та ін. \| 14,3% \| 25% \| \| Усього підприємств \| 7 \| 4 \| |         |         |
| Підприємства міста, що працюють у сфері послуг, за діяльністю |         |         |
| Рік | 2002 р. | 2001 р. |
| Гуртова торгівля | 14,3%   | 25%     |
| Готелі та готельний бізнес | 0%      | 0%      |
| Транспорт та зв'язок | 0%      | 0%      |
| Посередницькі фінансові послуги | 0%      | 0%      |
| Послуги підприємствам | 28,6%   | 25%     |
| Послуги фізичним особам | 42,9%   | 25%     |
| Нерухомість та ін. | 14,3%   | 25%     |
| Усього підприємств | 7       | 4       |

## Житловий фонд
У 2001 р. 2,9% усіх родин (домогосподарств) мали житло метражем до 59 м2, 8,7% - від 60 до 89 м2, 29% - від 90 до 119 м2 і
59,4% - понад 120 м2.

З усіх будівель у 2001 р. 11,8% було одноповерховими, 55,3% - двоповерховими, 32,9
% - триповерховими, 0% - чотириповерховими, 0% - п'ятиповерховими, 0% - шестиповерховими,
0% - семиповерховими, 0% - з вісьмома та більше поверхами.

## Автопарк
| \| Автомобілі, зареєстровані у місті, за призначенням \| Автомобілі, зареєстровані у місті, за призначенням \| Автомобілі, зареєстровані у місті, за призначенням \| \| Рік \| 2006 р. \| 2005 р. \| \| -------------------------------------------------- \| -------------------------------------------------- \| -------------------------------------------------- \| \| Приватні автомобілі \| 57,5% \| 58,7% \| \| Мотоцикли \| 13,1% \| 13,1% \| \| Вантажівки \| 26,7% \| 26,2% \| \| Трактори \| 0% \| 0% \| \| Автобуси та ін. \| 2,7% \| 1,9% \| \| Усього автомобілів \| 221 шт. \| 206 шт. \| |         |         |
| Автомобілі, зареєстровані у місті, за призначенням |         |         |
| Рік | 2006 р. | 2005 р. |
| Приватні автомобілі | 57,5%   | 58,7%   |
| Мотоцикли | 13,1%   | 13,1%   |
| Вантажівки | 26,7%   | 26,2%   |
| Трактори | 0%      | 0%      |
| Автобуси та ін. | 2,7%    | 1,9%    |
| Усього автомобілів | 221 шт. | 206 шт. |

## Вживання каталанської мови
У 2001 р. каталанську мову у місті розуміли 100% усього населення (у 1996 р. - 100%), вміли говорити нею 98% (у 1996 р. - 
99,5%), вміли читати 96,5% (у 1996 р. - 98,4%), вміли писати 70,7
% (у 1996 р. - 56,1%). Не розуміли каталанської мови 0%.

## Політичні уподобання
У виборах до Парламенту Каталонії у 2006 р. взяло участь 104 особи (у 2003 р. - 139 осіб). Голоси за політичні сили розподілилися таким чином:
| \| Вибори до Парламенту Каталонії \| Вибори до Парламенту Каталонії \| Вибори до Парламенту Каталонії \| \| Рік \| 2006 р. \| 2003 р. \| \| -------------------------------------- \| ------------------------------ \| ------------------------------ \| \| Конвергенція та Єднання (CiU) \| 46,2% \| 44,6% \| \| Соціалістична партія Каталонії (PSC) \| 14,4% \| 14,4% \| \| Народна партія (PP) \| 2,9% \| 4,3% \| \| Ініціатива за Каталонію — Зелені (ICV) \| 6,7% \| 2,9% \| \| Республіканська лівиця Каталонії (ERC) \| 24% \| 31,7% \| \| Громадяни — Громадянська партія (C's) \| 1% \| 0% \| \| Інші \| 4,8% \| 2,2% \| |         |         |
| Вибори до Парламенту Каталонії |         |         |
| Рік | 2006 р. | 2003 р. |
| Конвергенція та Єднання (CiU) | 46,2%   | 44,6%   |
| Соціалістична партія Каталонії (PSC) | 14,4%   | 14,4%   |
| Народна партія (PP) | 2,9%    | 4,3%    |
| Ініціатива за Каталонію — Зелені (ICV) | 6,7%    | 2,9%    |
| Республіканська лівиця Каталонії (ERC) | 24%     | 31,7%   |
| Громадяни — Громадянська партія (C's) | 1%      | 0%      |
| Інші | 4,8%    | 2,2%    |